# Cerithiopsis magellanica
Cerithiopsis magellanica là một loài ốc biển, động vật chân bụng trong họ Cerithiopsidae. Nó được mô tả bởi Bartsch, 1911.

## mô tả
Chiều dài tối đa của vỏ ốc được ghi nhận là 8,5 mm.

## Môi trường sống
Độ sâu tối thiểu được ghi nhận là 112 m. Độ sâu tối đa được ghi nhận là 112 m.